# Историко-литературный музей города Пушкина
Историко-литературный музей города Пушкина — государственный музей в городе Пушкине (Санкт-Петербург). 

## История
Музей был создан на базе краеведческих экспозиций, которые существовали в Пушкине с 1970 года.
3 ноября 1977 года по инициативе местных краеведов и исполнительного комитета Пушкинского районного Совета народных депутатов при содействии Всесоюзного музея А.С. Пушкина и музеев-заповедников в городе был основан общественный историко-краеведческий музей.
28 июля 1986 года исполнительный комитет Ленинградского городского Совета народных депутатов принял решение о создании Пушкинского краеведческого музея в качестве филиала Государственного музея истории Ленинграда.
Музею было передано историческое здание в центре города, построенное в 1820—1821 годы архитектором В. П. Стасовым для Царскосельской полиции.
В 1996 году распоряжением мэра Санкт-Петербурга музей обрел самостоятельность и стал называться «Краеведческий музей города Пушкина». В 2002 году он был преобразован в Санкт-Петербургское государственное учреждение «Историко-литературный музей города Пушкина», а с 2011 года — в Санкт-Петербургское государственное бюджетное учреждение «Историко-литературный музей города Пушкина».
В 2009 году в ведение музея передан памятник федерального значения Кордегардии Московских ворот в Царском Селе, в 2012 году — объект культурного наследия регионального значения Дом Вуича.

## Фонды, экспозиция
В настоящее время музей насчитывает свыше 25 000 предметов основного и научно-вспомогательного фондов, разделённых на коллекции: документов, фотографий, редкой книги, графики, быта, нумизматики, живописи и скульптуры. Ответственными хранителями ведется работа по изучению и научному описанию предметов.
Экспозиция музея создана на основе документов, фотографий, произведений изобразительного искусства и предметов быта рассказывает о прошлом Царского Села (с 1918 года – Детского Села, с 1937 года – города Пушкина), событиях в годы Великой Отечественной войны.

## Руководители музея
- В 1977 – 1986 гг. Трофимова Нина Александровна (директор-организатор, главный хранитель общественного историко-краеведческого музея)
- В 1986 – 1996 гг. Давыдова Наталья Алексеевна (в качестве заведующей филиалом Государственного музея истории Санкт-Петербурга)
- В 1996 – 2015 гг. Давыдова Наталья Алексеевна
- В 2015 – 2016 гг. Смирнов Александр Валерьевич
- В 2017 – 2022 гг. Петрова Наталья Викторовна[4]
- В 2022 – 2024 гг. Лермонтова Елена Николаевна[4]
- В 2024 г. исполняющий обязанности директора Стасюк Дмитрий Андреевич
- С октября 2024 г. Никитин Сергей Юрьевич